# Frank Thomas Brinkmann
Frank Thomas Brinkmann (* 8. August 1961 in Dortmund) ist ein deutscher evangelischer Theologe und Kulturwissenschaftler.

## Leben
Brinkmann studierte ab 1982 Medizin und evangelische Theologie an der Universität Köln und Ruhr-Universität Bochum; währenddessen kam es zu Studien- und Forschungsaufenthalten auf Sri Lanka (u. a. Theological College Pilimatalawa) und in der Schweiz (Ökumenisches Institut Bossey / Genf). Nach seinem ersten theologischen Examen 1988 nahm er den kirchlichen Dienst in Gemeinde- und Schulvikariat auf; 1991 endete dieser Ausbildungsabschnitt mit dem zweiten theologischen Examen und dem Eintritt in den Entsendungsdienst als Pastor. In diese Zeit fiel auch ein längerer Aufenthalt in den USA (sozialer Dienst bei Habitat for Humanity). 1992 wurde er ordiniert, 1993 zum Pfarrer in das Gemeindepfarramt berufen. 
Brinkmann promovierte 1994 in der Theologie mit dem Thema Glaubhafte Wahrheit – erlebte Gewissheit. Zur Bedeutung der Erfahrung in der deutschen protestantischen Aufklärungstheologie und habilitierte sich 1998 zum Thema Comics und Religion. Das Medium der Neunten Kunst in der gegenwärtigen Deutungskultur vor. Im selben Jahr erhielt Brinkmann Lehrbefähigung und Lehrbefugnis für praktische Theologie. 2008 verlieh ihm die Ruhr-Universität Bochum den Titel außerplanmäßiger Professor. Im Jahr 2009 wurde er als Professor an die Justus-Liebig-Universität Gießen berufen. Dort und an der Johann Wolfgang Goethe-Universität in Frankfurt am Main lehrt er Praktische Theologie und Religionspädagogik. 2023 promovierte er in den Kulturwissenschaften mit Ashes to Ashes, Spaceboy? Kulturwissenschaftliche Perspektiven auf die transkonventionelle POP-Theologie des David Bowie.

## Wissenschaftsprofil
Brinkmann hat bislang über 100 Veröffentlichungen vorgelegt, darunter viele theologische und religionspädagogische Miniaturen, Lexikonartikel, Predigtstudien und -sammlungen, zahlreiche kleinere Beiträge zu altagskulturellen Phänomenen, ethischen Streitfällen sowie zu medien- und filmwissenschaftlichen sowie comic- und musiktheoretischen Fragestellungen. „Hervorgetreten“ ist er „vor allem durch religions- und mediensensible Fachbeiträge im Schnittfeld von Theologie und Popkultur“. Der „Pionier der Aufklärungsforschung“ und der „theologischen Comicforschung“ befasste sich mit der Bedeutung von Erfahrung in der deutschen protestantischen Aufklärungstheologie und dem Medium der Neunten Kunst in der gegenwärtigen Deutungskultur und versucht „auf inspirierend-unkonventionelle Weise“ religionstheoretisch und religionspraktisch seltenes Terrain zu betreten, um auf die Spätmoderne zu reagieren. Die Grundidee, sich insbesondere der zeitgenössischen Popkultur zuzuwenden, korrespondiert dabei mit seiner These, dass in der Theologie letzten Endes gar nicht Gott untersucht wird, sondern die Sehnsüchte, die sich in dieser Bildvorstellung bündeln. Und so dienen die popkulturellen Referenzen bei Brinkmann einem theologischen Sachanliegen: Brinkmanns Ziel ist eine pragmatische Lösung, das Konzept einer offenen Kirche, die „auf die narrativ-anthropologische Grundkonstruktion reagieren, Menschen genau wahrnehmen und deren vorlaufende Sinnreflexion mit der eigenen Tradition vermitteln“ kann, zumindest sofern es gewünscht wird.
Brinkmann stellt die Frage nach den verbleibenden Optionen eines theologischen Wahrnehmungs- und Gestaltungsauftrags für das Religiöse gestellt. Nicht die ungebrochene Selbstbehauptung traditions- und kulturbegründeter Theologie und Kirche steht im Fokus, sondern „fremde Menschen und anderes Leben, ferne Welten und multiple Kulturen, bunte Praxis und unentdeckte Religion“. Er plädiert für kultursensible Erkundungsgänge und Operationen, für Offenheit etwa gegenüber Pluralitätsdiskursen und Digitalisierungsdebatten, für eine poietische und theatralische Kompetenz, die sich versteht auf „den kreativen Umgang mit Erzählungen, Geschichten und Artefakten“ und die „Inszenierung von Kulten und Ritualen“, von sozialen Plattformen und virtuellen Zonen.
Um die Heimat des Religiösen angemessen bestimmen und ausstatten zu können, braucht es nach Brinkmann eine „performative Homiletik des Populären“, die die Bedeutung und Bedeutsamkeit von Fiktionen als symbolisch und narrativ codierte Sinnminiaturen fokussiert, aber auch eine religionsperformative Fachdidaktik, die „Gott in Szene(n)“ setzt.

## Veröffentlichungen (Auswahl)
- (als Hg.) Endlichkeit, Tod und der Comic, Berlin 2022, ISBN 978-3-96234-075-9
- Praktische Theologie. Ein Guide, Tübingen 2019, ISBN 978-3-8252-5141-3
- (als Hg. mit H.M. Dober) Religion.Geist.Musik. Theologisch-kulturwissenschaftliche Grenzgänge, Wiesbaden 2019, ISBN 978-3-658-22254-3
- (als Hg. mit J. Hammann) Heimatgedanken. Theologische und kulturwissenschaftliche Beiträge, Wiesbaden 2019, ISBN 978-3-658-22252-9
- (als Hg.) Pop goes my heart. Religions- und popkulturelle Gespräche im 21. Jahrhundert, Wiesbaden 2016, ISBN 978-3-658-10401-6
- (als Hg. mit J. Ahrens u. N. Riemer) Comics-Bilder, Stories und Sequenzen in religiösen Deutungskulturen, Wiesbaden 2015, ISBN 978-3-658-01427-8
- Gott in Szene setzen. Bibelperformance und Religionstheater im Unterricht, Göttingen 2013, ISBN 978-3-525-77662-9
- Religionspädagogik. Ein Arbeitsbuch, Stuttgart 2013, ISBN 978-3-17-022214-4
- (als Hg.) Scripts, Fiktionen, Konstruktionen. Theologische, kirchliche und popkulturelle Anmerkungen zu Reality-TV und gefühlsechtem Leben, Jena 2012, ISBN 978-3-943609-79-0
- Praktische Homiletik. Ein Leitfaden zur Predigtvorbereitung, Stuttgart 2000, ISBN 3-17-016471-6
- Comics und Religion. Das Medium der Neunten Kunst in der gegenwärtigen Deutungskultur, Stuttgart 1999, ISBN 3-17-016094-X
- Solange sich mein Herz bewegt, Rheinbach 1997, ISBN 3-87062-504-X
- Glaubhafte Wahrheit – erlebte Gewissheit. Zur Bedeutung der Erfahrung in der deutschen protestantischen Aufklärungstheologie, Rheinbach-Merzbach 1994, ISBN 3-87062-023-4.